# Лясковец (община)
Лясковец (болг. Община Лясковец) — община в Болгарии. Входит в состав Великотырновской области. Постоянное население общины — 14 714 жителей (на 15 декабря 2008 года), а прежде, на 21 июля 2005 года было 15 496 человек.

## Состав общины
В состав общины входят следующие населённые пункты:
1. село Джулюница (население — 2066 жителей, на 15 сентября 2008 года)
2. село Добри-Дял (население — 1186 жителей, на 15 сентября 2008 года)
3. село Драгижево (население — 762 жителя, на 15 сентября 2008 года)
4. село Козаревец (население — 954 жителя, на 15 сентября 2008 года)
5. город Лясковец (население — 9145 жителей, на 15 сентября 2008 года)
6. село Мерданя (население — 601 житель, на 15 сентября 2008 года)

## Географическое положение
Община находится в начале Предбалкан, к востоку от Арбанашковских холмов, у подножия скал, на которых расположен Петропавловский монастырь, что в 10 км к северо-востоку от Велико-Тырнова и в 2 км к юго-востоку от Горна-Оряховицы и в 5 км к югу от русла реки Янтры. Высота над уровнем моря от 170 до 260 м. С севера и востока территория общины выходит к долине реки Янтра и Дунайской равнине. Рельеф холмисто-равнинный. Площадь территории общины — 117,542 км².

## Климат
Климат умеренно континентальный, характеризующийся жарким летом и сравнительно холодной зимой; среднегодовая температура +11,5ºС — сравнительно низкая для Болгарии, а средняя амплитуда перепада температур за год — 25,2ºС указывает на более континентальный характер климата в общине.